# Ашкале
Ашкале (тур. Aşkale) — город и район в провинции Эрзурум Турции. Городское население составляет 12 597 чел. (2012). Расположен на реке Карасу (приток Евфрата). Есть железнодорожная станция. Через город проходят европейские маршруты E80 и E97.

## Знаменитые уроженцы
- Аднан Полат — президент футбольного клуба «Галатасарай»